# Jasenko Sabitović
Jasenko Sabitović (Tuzla, 29. ožujka 1973.), poznat i kao Lee Sa-Vik, je umirovljeni nogometaš koji posjeduje bosanskohrecegovačko, južnokorejsko i hrvatsko državljanstvo. 
Rođen je u BiH, ali je, jer mu je majka Hrvatica, šest puta nastupio za hrvatsku reprezentaciju do 21 godine. Godine 2004. je, nakon što je 6 godina igrao u južnokorejskim klubovima, preuzeo i južnokorejsko državljanstvo. 
Igrao je na poziciji povučenog veznog igrača.
Igrao je za NK Zagreb iz kojeg 1998. godine prelazi u Pohang Steelers. Kasnije je igrao i za Seongnam Ilhwa Chunma, Suwon Samsung Bluewings, Chunnam Dragons te za Karlovac.

## Vanjske poveznice
- HNL statistika